# Calluga crassitibia
Calluga crassitibia là một loài bướm đêm trong họ Geometridae.